# Paul Dennison
Paul Dennison (ur. 1941 w Venturze, w stanie Kalifornia) – amerykański twórca kinezjologii edukacyjnej. Miał dysleksję i samodzielnie opracował zestaw ćwiczeń zwanych „Metodą Dennisona”, które przetestował na sobie, których celem jest wspomaganie pamięci, wydolności mózgu, koordynacji motoryki ciała, a zwłaszcza współpracy dłoni ze zmysłem wzroku.